# Dietbert Kowarik
Dietbert Kowarik (* 30. August 1974 in Tamsweg) ist ein österreichischer Politiker (FPÖ) und Notar, Abgeordneter zum Wiener Landtag und Mitglied des Wiener Gemeinderats.

## Schulische und berufliche Laufbahn
Dietbert Kowarik besuchte zunächst die Oskar Spiel Schule (Volksschule) in Rudolfsheim-Fünfhaus. Danach absolvierte er das BG/BRG Diefenbachgasse in diesem Bezirk. Im Anschluss studierte Kowarik Rechtswissenschaften an den Universitäten Wien und Salzburg. Seitdem gehört er der vom DÖW als rechtsextrem eingestuften Wiener akademischen Burschenschaft Olympia an.

## Politische Funktionen
Dietbert Kowarik hat und hatte zahlreiche parteiinterne Funktionen in der FPÖ inne. Er engagierte sich stark im RFJ und ist seit 2004 Bezirksparteiobmann der FPÖ Rudolfsheim-Fünfhaus. Seit 2006 ist er zudem Mitglied des Landesvorstandes der FPÖ Wien. Am 20. November 2006 wurde er als Abgeordneter zum Wiener Landtag und Mitglied des Gemeinderates der Stadt Wien angelobt, nachdem Heinz-Christian Strache in den Nationalrat gewechselt war. Seit der Geschäftsperiode 2010 ist er Zweiter Vorsitzender des Gemeinderates.